# Nikkita Lyons
Faith Jefferies (Las Vegas, 5 de agosto de 1999) é uma lutadora profissional americana, praticante de Taekwondo e musicista. Atualmente ela trabalha na WWE, onde atua na marca NXT sob o nome de ringue Nikkita Lyons.
Antes da WWE, Jefferies lutou pela promoção Women of Wrestling (WOW) sob o nome Faith the Lioness.

## Início de vida
Jefferies nasceu em Las Vegas e cresceu em Hollywood, Califórnia, e começou a praticar Taekwondo aos quatro anos de idade, ganhando a faixa preta aos 8 anos. Ela se formou no ensino médio no início de 2017.

## Carreira na luta livre profissional

### Women of Wrestling (2019–2021)
Logo após sua formatura no ensino médio, Jefferies começou a treinar wrestling profissional em 2018 com Selina Majors. Ela estreou na promoção Women of Wrestling, atuando sob o nome de ringue Faith The Lioness antes de assinar com a WWE em 2021.

### WWE

#### NXT (2021–presente)
Depois de assinar com a WWE no final do verão de 2021, Jefferies estreou em 31 de dezembro de 2021 no episódio do 205 Live sob o nome de ringue Nikkita Lyons, perdendo para Amari Miller. Ela fez sua estréia no NXT no episódio de 22 de fevereiro de 2022, derrotando Kayla Inlay. Em abril, Lyons entrou em uma rivalidade com Lash Legend, vencendo-a nos episódios de 5 e 26 de abril do NXT, respectivamente. No Spring Breakin', ela se juntou a Cora Jade para derrotar Legend e Natalya em uma luta de duplas. No episódio de 10 de maio do NXT, Lyons participou do Torneio NXT Breakout Feminino, derrotando Arianna Grace na primeira rodada. Em 24 de maio, foi anunciado que Lyons foi removida do torneio devido a uma lesão, revelando em sua conta do Instagram um dia depois que ela sofreu uma ruptura parcial do LCM e uma entorse do LCM. Lyons fez seu retorno no episódio de 28 de junho do NXT, derrotando a campeã feminina do NXT Mandy Rose por desqualificação.
No episódio de 19 de julho do NXT, Lyons competiu em uma battle royal de 20 mulheres para determinar a candidata número um ao Campeonato Feminino do NXT, eliminando Kayden Carter e Kiana James, mas foi eliminada por Tiffany Stratton. No Raw de 8 de agosto, foi anunciado que Lyons se juntaria a Zoey Stark em um torneio para determinar quem seriam as próximas campeãs de duplas femininas da WWE, que estavam vagos desde maio. No episódio de 19 de agosto do SmackDown, Lyons e sua parceira de duplas foram removidas do torneio. Isso foi relatado como uma lesão de Stark, no entanto, Lyons não pôde entrar no Canadá devido ao seu histórico de vacinação. Em 13 de setembro no NXT 2.0 One Year Anniversary Show, Lyons e Stark derrotaram Arianna Grace e Kiana James. No episódio de 8 de novembro do NXT, Lyons e Stark não conseguiram conquistar o Campeonato de Duplas Femininas do NXT contra Carter e Katana Chance, e Lyons foi atacada por Stark após a luta. Lyons perdeu para Stark no episódio de 20 de dezembro do NXT e foi lesionada por Blair Davenport no episódio de 24 de janeiro de 2023 do NXT. Lyons retornou ao NXT no episódio de 5 de dezembro, atacando Davenport. No episódio de 12 de dezembro, ela fez seu retorno ao ringue após quase um ano de ausência em uma luta de duplas com Lyra Valkyria, enfrentando Blair Davenport e Cora Jade, onde ela e Valkyria não conseguiram vencer.
Em março de 2024, foi revelado que Lyons sofreu outra lesão. Ela retornou ao ringue em um house show do NXT em Davenport, Flórida, em 27 de setembro e voltou ao NXT no episódio de 15 de outubro, derrotando Lola Vice após interferência de Jaida Parker, mostrando sinais de uma virada para vilã. No episódio de 29 de outubro do NXT, Lyons virou vilã pela primeira vez em sua carreira, sendo revelada como a responsável por atacar Adriana Rizzo após sua derrota para Kelani Jordan. Cerca de um mês depois, Lyons se envolveu em uma trama de triângulo amoroso entre Ashante "Thee" Adonis e Karmen Petrovic.

## Outras mídias
Jefferies, como Nikkita Lyons, fez sua estreia no videogame como personagem jogável no WWE 2K23.
Ela também apareceu no programa One Mo 'Chance na Zeus Network como “She-Raw”.
Em 8 de agosto de 2024, Jefferies, sob seu nome artístico musical FaithyJ, lançou um videoclipe para sua música "To Be A Champion". No mês seguinte, Jefferies, como Nikkita Lyons, apareceu no videoclipe "The Realest" do colega lutador do NXT, Trick Williams.

## Discografia

### Álbuns de estúdio
| Título     | Detalhes do álbum                                                                 |
| ---------- | --------------------------------------------------------------------------------- |
| Rough Cuts | - Lançado: 2024 - Gravadora: Grand Jury Entertainment - Formato: Download digital |

### Singles
| Título                   | Ano  | Álbum            |
| ------------------------ | ---- | ---------------- |
| "No Time" (com La Jones) | 2017 | Single sem álbum |
| "Baby U"                 | 2020 | Single sem álbum |
| "To Be a Champion"       | 2024 | Single sem álbum |